# 磯辺通
磯辺通（いそべどおり）は兵庫県神戸市中央区の町名。現行行政地名は磯辺通一丁目から磯辺通四丁目。郵便番号は651-0084。

## 地理
旧葺合区南西部、旧海岸線から2番目に位置する。商業地域で事務所ビルが立ち並ぶ。
東から南にかけてが浜辺通、西はフラワーロードを挟み加納町、北は八幡通。東から順に一～四丁目がある。
二丁目と三丁目の間を神戸新交通ポートアイランド線（ポートライナー）が走り、同線の貿易センター駅を三丁目に有する。

## 人口統計
- 平成17年国勢調査（2005年10月1日現在）での世帯数411、人口580、うち男性294人、女性286人[1]。
- 昭和63年（1988年）の世帯数124・人口245[2]

## 施設
『角川日本地名大辞典』（1988年）によれば一丁目に神戸海岸病院、二丁目に神戸港変電所、四丁目にITCビル（インド総領事館）・神戸輸入品卸売センター（チリ共和国名誉領事館）・公団磯辺通アパートがあるという。
- コンコルディア神戸